# Ili (flod)
Ili (kazakiska: Іле, Ile; kinesiska: 伊犁河, Yili He; ryska: Или, Ili) är en flod i Xinjiang i nordvästra Kina och Almaty i sydöstra Kazakstan. Den är 1 001 km lång; räknar man in dess biflöde Tekes blir siffran 1 439 km.
Ili börjar i östra Tian Shan där floderna Tekes och Künes sammanstrålar. Borohorobergen utgör vattendelare mellan Ilis avrinningsområde och Dzunggarbäckenet.
Floden slutar i Balchasjsjön, där den bildar ett artrikt floddelta med våtmarker och djungellik vegetation. Floden är Balchasjsjöns huvudsakliga tillflöde, men flödet har minskat drastiskt. Detta har två huvudorsaker. Xinjiang, i flodens övre del, har en kraftig tillväxt, då det finns värdefulla naturresurser i området. Det är ett torrt område, så vatten från dess floder, däribland Ili, används för bevattning och dricksvatten. Den andra orsaken är vattenkraftverket Kaptjagaj.

## Kaptjagaj
Kraftverket Kaptjagaj uppfördes mellan 1965 och 1970, något norr om Kazakstans största stad Almaty. Dess reservoar rymmer 1 847 km² vatten, vilket är en fjärdedel mer än vad som årligen flyter ner i Balchasjsjön. Från 1971 till 2001 har sjön krympt med 150 kvadratkilometer.
Reservoaren består av två dammar, med vallar på 50 respektive 56 meters höjd. Den senaste stora tillbyggnaden blev klar 1980.